# 헬렌 마룰리스
헬렌 루이즈 마룰리스(영어: Helen Louise Maroulis, 1991년 9월 19일~)는 미국의 레슬링 선수이다. 2016년 하계 올림픽 여자 밴텀급에서 금메달을 획득하면서 미국 여자 레슬링 선수로는 최초로 올림픽 금메달을 획득했다.